# Gregorio Marañón
Pour les articles homonymes, voir Marañón.
Gregorio Marañón y Posadillo, né le 19 mai 1887 à Madrid et mort le 27 mars 1960 dans la même ville, est un médecin, universitaire, historien, écrivain et penseur espagnol du XXe siècle appartenant à la génération de 14.

## Biographie

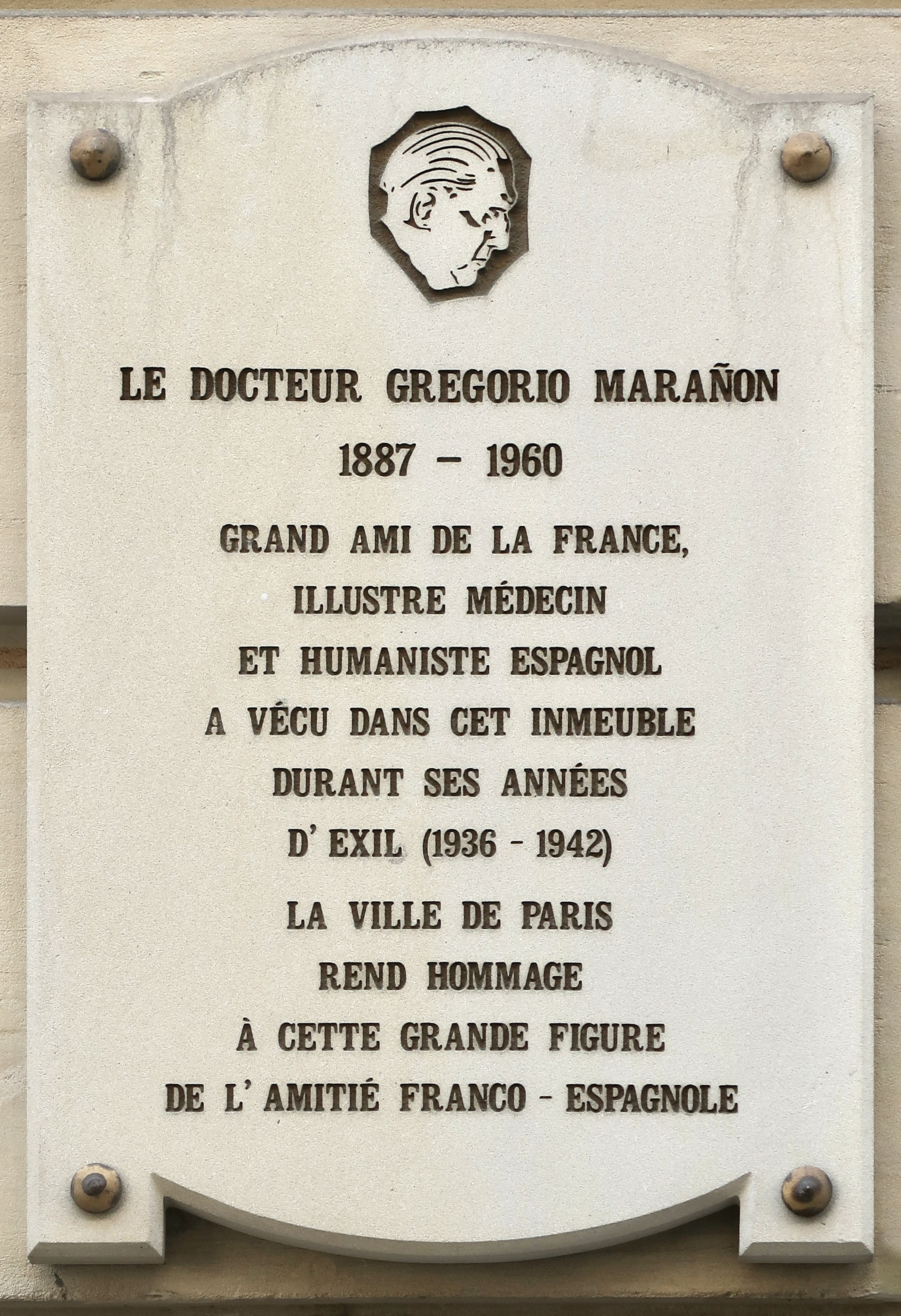
Plaque au no 7 rue Georges-Ville (16e arrondissement de Paris), où il vit de 1936 à 1942.

Marié avec Dolores Moyia en 1911, Gregorio Marañón a trois filles et un fils (Carmen, Bethléem, María Isabel et Gregorio).
Homme austère, humaniste et libéral, il est considéré comme l'un des intellectuels espagnols plus brillants du XXe siècle, de par son érudition et son style littéraire élégant.
Il est un républicain de la première heure et combat la dictature de Primo de Rivera, mais par la suite il se montre un adversaire résolu du communisme espagnol. Fils d'un juriste, sa mère meurt alors qu'il n'a que trois ans.
Lecteur très assidu, il maîtrise l'anglais, le français et l'allemand. Il connaît et fréquente pendant sa jeunesse les amis de son père comme José María de Pereda, Alfredo Vicenti, Marcelino Menéndez y Pelayo et de Benito Pérez Galdós.
À la faculté de médecine il a cinq grands professeurs : Federico Olóriz y Aguilera, Santiago Ramón y Cajal, Juan Madinaveitia, Manuel Alonso Sañudo et Alejandro San Martín y Satrústegui. Spécialiste en endocrinologie, il devient professeur de cette spécialité à l'université complutense de Madrid à partir de 1931. Il est président de la Société nationale de géographie de juin 1932 à juin 1934.
Fondateur de l'Institut de pathologie médicale, président de l'Institut d'endocrinologie expérimentale et de l'Institut de recherches biologiques, il contribue à établir la relation entre la psychologie et l'endocrinologie.
Il est également fondateur de la ligue espagnole pour la réforme sexuelle, une branche de la ligue mondiale pour la réforme sexuelle, pour laquelle, Hildegart Rodríguez Carballeira sera secrétaire.
Au total, il a à son actif plus de 80 ouvrages, un demi millier d’articles scientifiques, ou de vulgarisation, et des préfaces en grand nombre, puisqu’on en comptabilise environ 220.

## Publications
- 1931 : L'évolution de la sexualité et les états intersexuels, J. Sanjurjo d'Arellano (trad.), Paris, Gallimard.
- 1934 : L'âge critique : étude pathogénique et clinique, J. Sanjurjo d'Arellano (trad.), Paris, F. Alcan.
- 1934 : Le diagnostic du rhumatisme, Chambéry, Impr. réunies.
- 1937 : Le problème des sexes. Paris, Denöel.
- 1938 : Amiel : une étude sur la timidité, Louis Parrot (trad.), Paris, Gallimard.
- 1938 : Libéralisme et communisme : en marge de la guerre civile espagnole, Paris, Sorlot.
- 1941 : Tibère, Louis Parrot (trad.), Anatole de Monzie (préf.), Paris, Gallimard.
- 1945 : Introduction à l'étude de l'endocrinologie, J. de Luna (trad.), Paris, F. Alcan.
- 1958 : Don Juan et le donjuanisme, Marie-Berthe Lacombe (trad.), Paris, Stock.